# 小森邦衞
小森 邦衞（こもり くにえ、1945年2月18日 - ） は、日本の漆芸家である。本名は邦博。髹漆（きゅうしつ）の重要無形文化財保持者（人間国宝）。石川県輪島市出身。

## 作風
- 素材と技法を効果的に利用する独自の作風を確立した。

## 略歴
- 1965年：樽見幸作に沈金を師事[3]
- 1970年：漆芸職人として独立
- 1977年：第24回日本伝統工芸展入選
- 1986年：第33回日本伝統工芸展NHK会長賞
- 2002年：第49回日本伝統工芸展日本工芸会保持者賞
- 2004年：第14回MOA岡田茂吉賞工芸部門大賞
- 2006年：紫綬褒章[4]・重要無形文化財「髹漆」保持者に認定
- 2024年：中日文化賞[5]